# Bisdom Bathurst in Canada
Het bisdom Bathurst in Canada (Latijn: Dioecesis Bathurstensis in Canada) is een rooms-katholiek bisdom met als zetel Bathurst, in Canada. Het bisdom is suffragaan aan het aartsbisdom Moncton. 

## Geschiedenis
Het bisdom werd opgericht op 8 mei 1860, als het bisdom Chatham, uit delen van het bisdom Saint John, en was suffragaan aan het aartsbisdom Halifax. Op 22 februari 1936 veranderde het van kerkprovincie en werd suffragaan aan het nieuw opgerichte aartsbisdom Moncton. Waarna het op 13 maart 1938 van naam veranderde naar bisdom Bathurst in Canada. 

## Parochies
Het bisdom had in 2022 een oppervlakte van 18.770 km2 en telde 99.751 inwoners waarvan 89,3% rooms-katholiek was.

## Bisschoppen
- James Rogers (8 mei 1860 - 7 augustus 1902)
- Thomas Francis Barry (7 augustus 1902 - 19 januari 1920; coadjutor sinds 30 september 1899)
  - Louis James O’Leary (hulpbisschop: 29 januari 1914 - 10 september 1920)
- Patrice-Alexandre Chiasson (9 september 1920 - 31 januari 1942)
- Camille-André Le Blanc (25 juli 1942 - 8 januari 1969)
- Edgar Godin (9 juni 1969 - 6 april 1985)
- Arsène Richard (15 november 1985 - 6 januari 1989)
- André Richard (20 mei 1989 - 16 maart 2002)
- Valéry Vienneau (3 juli 2002 - 15 juni 2012)
- Daniel Jodoin (22 januari 2013 - 18 oktober 2022)
- Michel Proulx (28 oktober 2023 - heden)

## Galerij van afbeeldingen

Wapen van het bisdom Bathurst in Canada
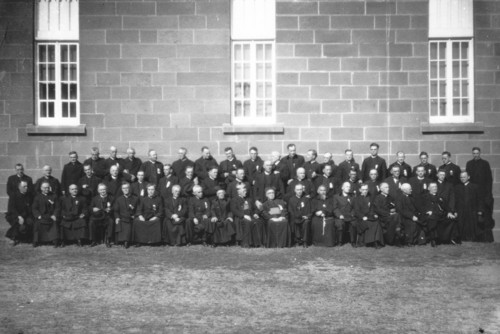
Geestelijken van het bisdom Bathurst in Canada in Chatham in 1930

Moncton (aartsbisdom) · Bathurst in Canada · Edmundston · Saint John